# Litoria castanea
Espèce
Synonymes
- Hyla castanea Steindachner, 1867
- Litoria flavipunctata Courtice & Grigg, 1975

Statut de conservation UICN

 CR D : 
En danger critique
Litoria castanea est une espèce d'amphibiens de la famille des Pelodryadidae.

## Répartition
Cette espèce est endémique d'Australie. Elle se rencontre en deux populations séparées de 500 km dans l'est de la Nouvelle-Galles du Sud et dans le Territoire de la capitale australienne ce qui représente 9 000 km2 :
- la population du sud est localisée entre Canberra et Bombala dans les Southern Tablelands, entre 700 et 800 m d'altitude ;
- la population du nord (décrite comme Litoria flavipunctata au départ) est localisée autour de la ville de Guyra dans les Northern Tablelands de la Nouvelle-Angleterre, entre 1 000 et 1 500 m d'altitude.

## Description
Les mâles mesurent de 58 à 73 mm et les femelles de 64 à 92 mm.

## Taxon Lazare
L'espèce est un exemple de taxon Lazare : une nouvelle observation de cette espèce a été faite en 2010 dans une rivière reculée après plus de 30 ans sans enregistrement (la dernière observation datant de 1975). 

## Taxinomie
Litoria flavipunctata a été placée en synonymie avec Litoria castanea par Thomson, Littlejohn, Robinson et Osborne en 1996.

## Menaces et conservation
L'Union internationale pour la conservation de la nature classe l'espèce en catégorie CR (en danger critique), dans la liste rouge des espèces menacées depuis 2002. L'espèce serait même possiblement éteinte, aucun individu ne vivant à l'état sauvage, alors qu'une tentative de réintroduction doit encore être évaluée. Son déclin est attribué à la prolifération de la chytridiomycose, aux pratiques agricoles locales et aux événements météorologiques sévères liés au changement climatique
.

## Publication originale
- Steindachner, 1867 : Reise der österreichischen Fregatte Novara um die Erde in den Jahren 1857, 1858, 1859 unter den Befehlen des Commodore B. von Wüllerstorf-Urbair (1861) - Zoologischer Theil - Erste Band - Amphibien p. 1-70 (texte intégral).